# Kurt Hugosson
Kurt Ingemar Hugosson (i riksdagen kallad Hugosson i Göteborg), född 17 februari 1931 i Vetlanda, död där 1 november 2015, var en svensk politiker.
Kurt Hugosson studerade vid Göteborgs universitet, där han tog en pol. mag.-examen, och var aktiv i Göteborgs socialdemokratiska studentförening. Han var därefter lärare i statistik vid Göteborgs universitet, Socialhögskolan i Göteborg och Handelshögskolan i Göteborg. Från 1960 var han statistiker, och senare avdelningschef vid utredningsavdelningen i Göteborgs stadskansli. Han var socialdemokratisk riksdagsledamot i andra kammare 1967–1970, invald i Göteborgs stads valkrets. Från 1971 till 1987 var han ledamot av den nya enkammarriksdagen. Han var ledamot i trafikutskottet från 1971, utskottets ordförande 1983–1987 och därefter VD för Bilprovningen 1987–1995.